# Волохов Олексій Олегович
Олексі́й Оле́гович Во́лохов (нар. 20 березня 1992, м. Кропивницький, Україна — пом. 24 червня 2014, поблизу с. Новоселівка, Слов'янський район, Донецька область, Україна) — український військовослужбовець, спецпризначенець-розвідник, старший солдат Збройних сил України. Загинув в ході російсько-української війни.

## Життєпис
Народився 1992 року в місті Кропивницький (на той час — Кіровоград). Навчався у міській загальноосвітній школі № 13. 2010 року закінчив вище професійне училище № 4, де опанував спеціальність «Слюсар-ремонтник; електрозварник ручного зварювання».
Пройшов строкову військову службу у 25-ій Дніпропетровській повітрянодесантній бригаді. Після демобілізації якийсь час працював за фахом, у 2013 році вирішив служити за контрактом у Кіровоградському полку спецпризначення. Серйозно займався тхеквондо. Готувався до вступу у військовий навчальний заклад.
Старший солдат, старший розвідник 1-го батальйону 3-го окремого полку спеціального призначення, в/ч А0680, м. Кропивницький.
У зв'язку з російською збройною агресією проти України з 11 квітня 2014 року виконував завдання в зоні проведення антитерористичної операції. Брав участь у вильотах за пораненими, супроводі і виведенні розвідгруп на місце роботи, доставці волонтерської гуманітарної допомоги підрозділам, що перебували у найгарячіших точках. Вильоти були небезпечними і на них брали добровольців.
24 червня 2014 року як бортовий стрілець супроводжував вертоліт Мі-8МТ із групою фахівців Служби безпеки України, які встановлювали телекомунікаційне обладнання з метою організації моніторингу простору, фіксації фактів порушення перемир'я в зоні проведення АТО. Загинув на борту збитого російськими терористами гелікоптеру в районі м. Слов'янська. Після зльоту з гори Карачун близько 17:10 вертоліт був збитий з переносного зенітно-ракетного комплексу, вибухнув і впав поблизу села Новоселівка (на той час — Красноармійське), почалася пожежа з детонуванням боєкомплекту. Всі 9 чоловік, які були на борту, загинули: командир екіпажу підполковник Андрій Бєлкін, борттехнік майор Руслан Мазунов, штурман капітан Дмитро Шингур; четверо співробітників СБУ — підполковник Володимир Шкіра, майор Ігор Горбенко, старший лейтенант Олександр Петрищук, старший прапорщик Марк Шпак та двоє спецпризначенців 3-го Кіровоградського полку старші солдати Олексій Волохов й Олександр Кондаков.
О 17:07 було зроблено доповідь керівництву АТО про зліт, а о 17:10 вже надійшла доповідь про падіння вертольота. За свідченнями очевидців, озброєна група терористів чекала на зліт вертольота. Бойовики пересувалася на двох легкових автівках та мікроавтобусі. Після пуску ракети з ПЗРК, вони втекли у напрямку найближчого населеного пункту Билбасівка, що поблизу Слов'янська.
Упізнання проводилось за експертизою ДНК. 5 липня в Кропивницькому відбулася громадянська панахида-прощання зі спецпризначенцями Олексієм Волоховим та Олександром Кондаковим. Поховані поряд на Далекосхідному кладовищі.
Залишились батьки, Олег Вікторович і Світлана Юріївна.
12 липня стало відомо, що контррозвідка СБУ встановила та затримала терористів, які збили гелікоптер. Керівника терористичної групи Павла Карцева («Гроза») та одного з його спільників Михайла Черниша («Міха»), які діяли за вказівкою російського терориста Гіркіна («Стрєлок»), затримали 10 липня у м. Дружківка.

## Нагороди та відзнаки
- За особисту мужність і героїзм, виявлені у захисті державного суверенітету та територіальної цілісності України нагороджений орденом «За мужність» III ступеня (посмертно, 19 липня 2014)[6].
- Рішенням виконкому Кіровоградської міської ради нагороджений відзнакою «За заслуги» 2-го ступеня (посмертно, 26 серпня 2014)[7].
- Нагороджений відзнакою УПЦ КП — медаль «За жертовність і любов до України» (посмертно, 12 червня 2016)[8].

## Вшанування пам'яті
- 22 січня 2015 в м. Кропивницький на будівлі ЗОШ І-ІІІ ступенів № 13 встановлено меморіальну дошку на честь випускника школи Олексія Волохова[9].
- 24 червня 2015 біля гори Карачун на місці падіння збитого терористами гелікоптеру Мі-8МТ встановили пам'ятний знак дев'ятьом загиблим захисникам[10][11].
- 19 лютого 2016 у розташуванні 3-го полку СпП відбулося урочисте відкриття меморіалу пам'яті полеглих спецназівців 1-го батальйону, серед який й Олексій Волохов[12].
- З 2015 року у Кропивницькому в СК «Зірочка» щорічно проходить турнір з Тхеквон-до ITF, присвячений пам'яті загиблого в АТО Олексія Волохова[13][14].
- У березні 2016 в місті Кропивницькому вул. Дмитра Донського перейменовано на вулицю Олексія Волохова; пров. Дмитра Донського, на якому виріс Олексій, перейменовано на провулок Олексія Волохова[15]. У пам'ять про сина батьки витратили отриману від держави грошову допомогу на дитячий спортивний майданчик, що встановили у дворі будинку № 9/1. Жителі навколишніх будинків називають його «Олексійчин»[16].